# ABC STAR LINE
『ABC STAR LINE』（エービーシ スター ライン）は、A.B.C-Zの3作目のスタジオ・アルバムで2016年7月20日にリリースされた。

## 概要
「旅」をテーマとしたアルバムである。夢の乗り物「ABC STAR LINE」に乗り、様々な世界に飛び出そうというメッセージが込められており、各メンバーのソロ曲を含むバラエティに富んだ楽曲を収録している。

## 収録曲

### CD

#### 通常盤
1. 今日もグッジョブ!!!
作詞：浅利進吾, 三浦徳子、作曲：浅利進吾、編曲：佐藤泰将
  - 本作のリードトラック
2. Take a "5" Train
作詞：イワツボコーダイ、作曲：Stephan Elfgren, イワツボコーダイ、編曲：石塚知生
  - 2ndCDシングル
3. 1ST STEP
作詞・作曲・編曲：イワツボコーダイ
4. へそのお - 塚田僚一
作詞・作曲：塚田僚一、編曲：清水哲平
5. V - 戸塚祥太
作詞：戸塚祥太、作曲：BIGMAN、編曲：立山秋航
6. Crazy about you - 橋本良亮
作詞・作曲：NaNa★MUSiC、編曲：岩田秀聡、坂室賢一、永野大輔
7. To Night's love - 五関晃一
作詞・作曲：川崎里実、編曲：前口渉
8. S L Boy - 河合郁人
作詞：河合郁人、作曲・編曲：佐々木裕
9. DREAMIN'!!
作詞：Mio Aoyama、作曲：Drew Ryan Scott, Steven Lee, Takuya Harada、編曲：生田真心
10. Moonlight walker
作詞：松井五郎、作曲：馬飼野康二、編曲：船山基紀
  - 1stCDシングル
11. Fantastic Ride
作詞：EMI K.Lynn、作曲：Mark Vallance, Rob Derbyshire、編曲：CHOKKAKU
12. 花言葉
作詞・作曲：佐々木裕、編曲：鈴木雅也、コーラスアレンジ：松本良喜
  - 8thDVDシングル
13. Fly a Flag
作詞：イワツボコーダイ、作曲：Andreas Stone Johansson, イワツボコーダイ、編曲：Andreas Stone Johansson
14. Naturally
作詞：久保田洋司、作曲：川口進, 小松清人, 佐原康太、編曲：石塚知生

#### 初回限定盤A
1. 今日もグッジョブ!!!
2. Take a "5" Train
3. 1ST STEP
4. へそのお - 塚田僚一
5. V - 戸塚祥太
6. Crazy about you - 橋本良亮
7. To Night's Love - 五関晃一
8. S L Boy - 河合郁人
9. DREAMIN'!!
10. Moonlight walker
11. Fantastic Ride
12. 花言葉
13. EVERLASTING LOVE

#### 初回限定盤B
1. 今日もグッジョブ!!!
2. Take a "5" Train
3. 1ST STEP
4. へそのお - 塚田僚一
5. V - 戸塚祥太
6. Crazy about you - 橋本良亮
7. To Night's Love - 五関晃一
8. S L Boy - 河合郁人
9. DREAMIN'!!
10. Moonlight walker
11. Fantastic Ride
12. 花言葉
13. 雨上がりに手をつないだら

### DVD

#### 初回限定盤A
1. 「今日もグッジョブ!!!」Music Clip
2. 「今日もグッジョブ!!!」メンバーソロダンスカット集
3. Making of「今日もグッジョブ!!!」
4. Making of Jacket Shooting

#### 初回限定盤B
1. 「A.B.C-Zの HAPPY HOLIDAY」〜A.B.C-Zと行く休日の旅〜〈橋本vs五関編〉